# Dasychira semicirculosa
Dasychira semicirculosa är en fjärilsart som beskrevs av M.Gaede 1932. Dasychira semicirculosa ingår i släktet Dasychira och familjen tofsspinnare. Inga underarter finns listade i Catalogue of Life.